# William Fiddian Reddaway

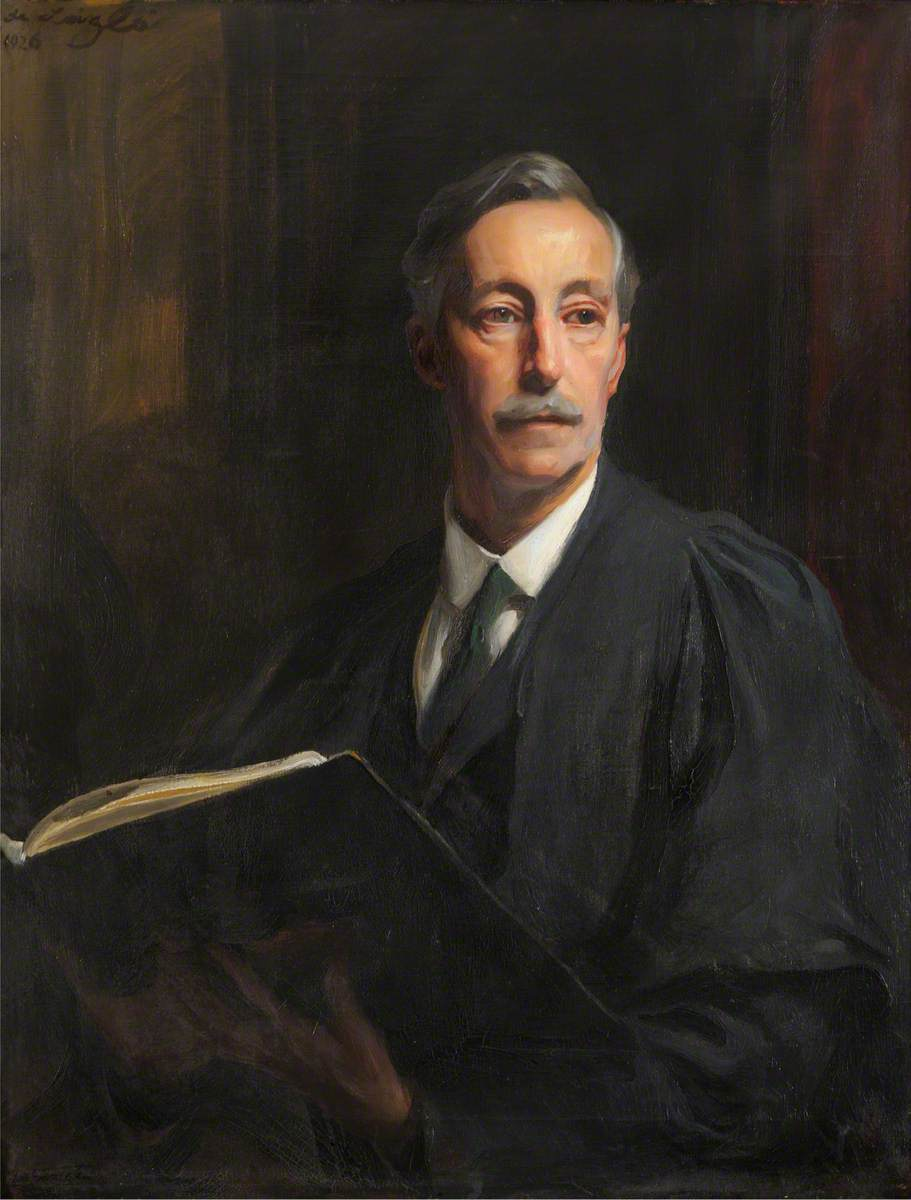
William Fiddian Reddaway na portrecie autorstwa Philipa de László (1926)

William Fiddian Reddaway (ur. 1872, zm. 1949) – brytyjski historyk. 

## Życiorys
Studia ukończył w Cambridge. Wykładał tam historię Rosji i Skandynawii. Od Międzynarodowego Kongresu Historyków w Warszawie w 1933 był żywo zainteresowany Polską. Był jednym z inicjatorów wydania "Cambridge History of Poland" (1941 - t. 2, 1950 - t. 1-2). Był doktorem honoris causa uniwersytetu w Dorpacie (Tartu).

## Wybrane publikacje
- Frédéric le Grand, trad. de l'angl. par J. Delcourt, Paris: Payot 1932.
- Canning and the Baltic in 1807, Toruń: The Baltic Institute 1936.
- Marshal Pilsudski, London: G. Routledge 1939.
- The Cambridge history of Poland, t. 2: From Augustus II to Pilsudski (1697-1935), ed. by W. F. Reddaway, Cambridge: The University Press 1941 (wyd. 2 - 1950).
- Przedmowa [w:] Marian Zygmunt Jedlicki, A thousand years of German aggression, by S. M. Marvey, pref. by W. F. Reddaway, London: Barnard & Westwood 1943.
- The Cambridge history of Poland, t. 1: From the Origins to Sobieski (to 1696), ed. by W. F. Reddaway, Cambridge: The University Press 1950.
- Wstęp [w:] Stefan Mękarski, Lwów a page of Polish history, transl. from the Pol. by B. W. A. Massey, with the introd. notes by W. F. Reddaway, S. S. Nicieja, Londyn: Koło Lwowian 1991.

## Publikacje w języku polskim
- "Historia Europy 1610-1715": Europa Wschodnia i Wschodnia 1610--1715 1648-1660, przeł. J. Stankiewicz [w:] Współcześni historycy brytyjscy. Wybór z pism, oprac. i przedmową zaopatrzył Jerzy Z. Kędzierski, słowo wstępne G. P. Gooch, Londyn: B. Świderski 1963, s. 393-408.